# Estação Fortuna
A Estação Fortuna é uma das estações do Trem Suburbano do Vale do México, situada na Cidade do México, entre a Estação Buenavista e a Estação Tlalnepantla. Administrada pela Ferrocarriles Suburbanos, S.A.P.I. de C.V., faz parte do Sistema 1.
Foi inaugurada em 7 de maio de 2008. Localiza-se no cruzamento da Avenida Ceylán com a Rua Frida. Atende o bairro Pueblo Santa Catarina, situado na demarcação territorial de Azcapotzalco.
Os usuários podem fazer conexão com o Metrô da Cidade do México acessando a Estação Ferrería/Arena Ciudad de México, situada próxima à estação do Trem Suburbano.